# Blepharicera yamasakii
Blepharicera yamasakii är en tvåvingeart som först beskrevs av Kitakami 1950.  Blepharicera yamasakii ingår i släktet Blepharicera och familjen Blephariceridae. Inga underarter finns listade i Catalogue of Life.